# Termofiltr
Termofiltr – w akwarystyce rodzaj filtra zintegrowanego z grzałką i termostatem
Rozwiązanie stosowane w filtrach kanistrowych, jego zaletą jest równomierne rozprowadzenie ogrzanej wody w akwarium, szybka reakcja na zmiany temperatury, szybkie wyrównywanie temperatury i ograniczenie jej wahań oraz ograniczenie ilości urządzeń technicznych w akwarium.